# São José dos Campos
São José dos Campos, amtlich portugiesisch Município de São José dos Campos, ist eine Gemeinde und Großstadt im brasilianischen Bundesstaat São Paulo, ca. 80 km entfernt von São-Paulo-Stadt im Vale do Paraíba (Tal des Flusses Paraíba) auf ca. 600 m Höhe gelegen. Im Jahr 2018 lebten in São José dos Campos 713.943 Einwohner auf 1100 km².
Die Stadt ist Sitz des römisch-katholischen Bistums São José dos Campos.

## Klima
Das Klima in São José dos Campos kann als „tropisches Hochlandklima“ (Mischung aus tropischem und subtropischem Klima) bezeichnet werden. Während der (Haupt-)Regenzeit von November bis März fallen ca. 72 % der jährlichen Niederschläge (tropisch). Die Temperaturen bewegen sich auf einem noch moderaten (subtropischen) Niveau. 33 °C im Sommer sind durchaus möglich, im Winter kann es aber durchaus auch auf deutlich unter 20 °C abkühlen, nachts wurden auch schon gelegentlich Tiefstwerte im einstelligen Bereich (ca. 5 °C) gemessen. Im langjährigen Mittel bewegen sich jedoch die Temperaturen zwischen 21 °C und 28 °C (Maximum) bzw. 12 °C bis 19 °C (Minimum).

## Wirtschaft
São José dos Campos ist ein sehr bedeutendes Technologiezentrum Brasiliens. Viele internationale Konzerne wie zum Beispiel Philips, Panasonic, Johnson & Johnson, GM do Brasil, Petrobras, Ericsson oder Monsanto haben hier Niederlassungen. In São José dos Campos befindet sich auch die Zentrale des Flugzeugherstellers Embraer, welcher sich vor allem auf die Produktion kleinerer und mittelgroßer Passagierflugzeuge für den (regionalen) Kurzstreckenverkehr, aber auch von Militärflugzeugen spezialisiert hat und mittlerweile zu einem der weltweit größten Hersteller aufgestiegen ist. Von hoher Wichtigkeit sind jedoch vor allem auch die in São José dos Campos angesiedelten zahlreichen Ausbildungs- und Forschungszentren wie z. B. das Technologiezentrum der Luft- und Raumfahrt, CTA (Comando-Geral de Tecnologia Aeroespacial), welches der brasilianischen Luftwaffe untersteht und in sich weitere Institutionen beherbergt, so das INPE (Instituto Nacional de Pesquisas Espaciais), das IAE (Instituto de Aeronáutica e Espaço), und das ITA (Instituto Tecnológico de Aeronáutica).

## Bildung
In São José befinden sich die UNIFESP (Universidade Federal de São Paulo), die FATEC (Faculdade de Tecnologia do Estado de São Paulo) und die UNESP (Universidade Estadual Paulista Júlio de Mesquita Filho). Die hier angesiedelten Konzerne profitieren durch die hohe Dichte an Forschungs- und Ausbildungszentren damit von zahlreichen Synergieeffekten, was sicherlich einer der Hauptgründe dafür ist, dass São José dos Campos einen attraktiven Standort für viele Konzerne darstellt, eine Art „Silicon Valley“ von Brasilien.

## Sehenswürdigkeiten
Sehenswert (und von hohem Erholungswert) sind die Parkanlagen der Stadt (Parque Santos Dumont, Stadtpark Roberto Burle Marx, Parque Vincentina Aranha), aber auch das Banhado, ein großes Naturschutzgebiet. Außerdem gibt es einige sehenswerte Kirchen, Theater, Bibliotheken und Museen. Viele Touristen schätzen auch die Lage von São José dos Campos zwischen verschiedenen anderen Touristenzentren. Am Meer sind vor allem Touristenzentren wie Ilhabela (die „schöne Insel“ – eigentlicher Name: Ilha de São Sebastião) und Ubatuba zu erwähnen. Ein weiteres beliebtes Ziel ist der nahegelegene „atlantische Regenwald“ (Mata Atlântica), eines der artenreichsten Ökosysteme der Welt.

## Söhne und Töchter der Gemeinde
- Cassiano Ricardo (1895–1974), Schriftsteller, Dichter und Journalist
- Moacir Silva (* 1954), römisch-katholischer Geistlicher, Erzbischof von Ribeirão Preto
- Henrymárcio Bittencourt (* 1964), Fußballspieler und -trainer
- Rogério Augusto das Neves (* 1966), römisch-katholischer Geistlicher, Weihbischof in São Paulo
- Washington Luiz Mascarenhas da Silva (* 1978), Fußballspieler
- Fernanda Andrade (* 1984), Schauspielerin
- Fabiano de Lima Campos Maria (* 1985), Fußballspieler
- Everton Santos (* 1986), Fußballspieler
- Maurício (* 1988), Fußballspieler
- Leonardo Cordeiro (* 1989), Rennfahrer
- Ricardo Goulart (* 1991), Fußballspieler
- Ronei Gleison Rodrigues dos Reis, kurz Roni (* 1991), Fußballspieler
- Casemiro (* 1992), Fußballspieler
- Bruno Sant’Anna (* 1993), Tennisspieler
- Rafael Macedo (* 1994), Judoka
- João Victor (* 1994), Fußballspieler
- Pâmela Rosa (* 1999), Skateboarderin
- Yuri Alberto (* 2001), Fußballspieler
- Vitor Reis (* 2006), Fußballspieler